# Jean Macnamara
Annie Jean Macnamara, DBE (1 de abril de 1899 - 13 de octubre de 1968) fue una médica y científica australiana, conocida por sus contribuciones a la salud y el bienestar de los niños. Fue condecorada como dama comandante de la Orden del Imperio Británico en 1935.

## Biografía
Annie Jean Macnamara nació el 1 de abril de 1899, hija de John y Annie Macnamara en Beechworth, Victoria. Su familia se mudó a Melbourne cuando tenía siete años y asistió al Spring Road State School. Recibió una beca para estudiar en el Presbyterian Ladies' College. Ingresó a la Universidad de Melbourne a los 17 años, se graduó de M.B. y B.S. en 1922; otros australianos notables que también se graduaron en su misma clase fueron Kate Isabel Campbell, Lucy Meredith Bryce, Jean Littlejohn y Frank Macfarlane Burnet.

## Carrera
Después de graduarse, se convirtió en oficial médica residente en el Royal Melbourne Hospital. En 1923, Macnamara se convirtió en una médica residente en el Royal Children's Hospital en Melbourne. Al principio, las autoridades del hospital se mostraron reacias a emplearla porque no tenían instalaciones sanitarias para las doctoras. Durante su tiempo en el Hospital de niños hubo un brote de polio, ella y Burnet demostraron que había más de una cepa del virus, un hecho que sería importante en el desarrollo posterior de la vacuna Salk. Entre 1925 y 1931 fue consultora y oficial médica responsable ante el Comité de Poliomielitis de Victoria, y entre 1930 y 1931 fue asesora honoraria de poliomielitis en las autoridades oficiales de Nueva Gales del Sur, Australia del Sur y Tasmania.

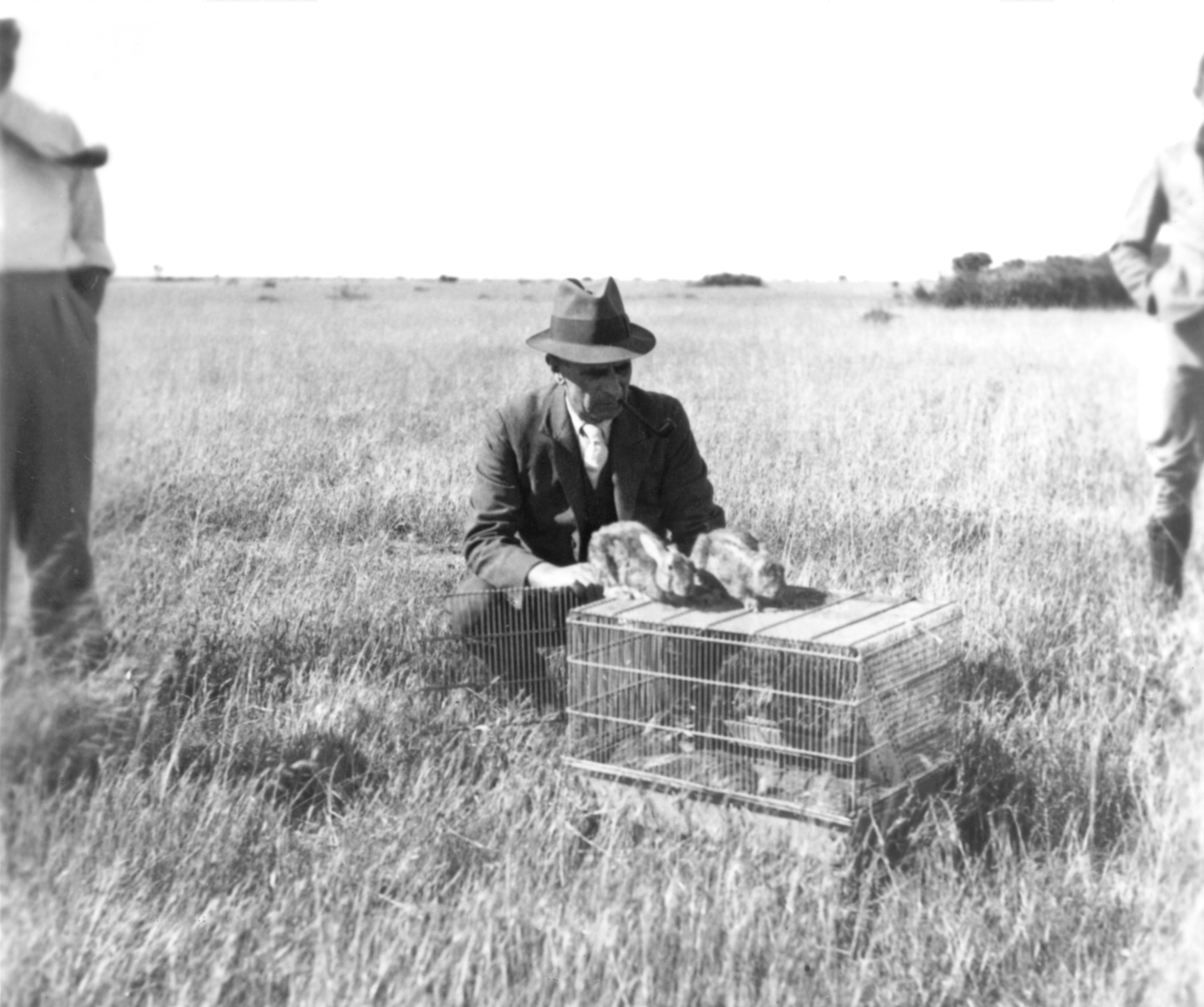
Jean Macnamara (y otros) pidieron la importación del virus del mixoma como medio de control para la plaga de conejos que afectó a Australia. Lionel Bull, Jefe de la División CSIR de Salud y Nutrición Animal, liberó a los primeros conejos infectados el 16 de noviembre de 1937 en la isla Wardang, Australia del Sur. En la década de 1950, el virus mortal había causado una epidemia y mató a gran parte de la población de conejos salvajes.

En 1931, recibió una beca Rockefeller para viajar a Inglaterra y Estados Unidos para estudiar ortopedia. Cuando regresó a Australia en 1934 se casó con el dermatólogo Joseph Ivan Connor, y tuvieron dos hijas, Joan y Merran. Ella realizó un exitoso trabajo ortopédico, y por esta contribución se otorgó la Orden del Imperio Británico (DBE) en 1935. Aunque fue considerada la principal autoridad australiana en el tratamiento de la poliomielitis, continuó recomendando el uso de suero convaleciente y entablillado para inmovilizar las extremidades mucho después de que estos tratamientos fueran abandonados en Estados Unidos.
En la década de 1930, alentó al gobierno australiano a probar el virus del mixoma para combatir la plaga del conejo australiano. Aunque los ensayos inicialmente no tuvieron éxito, ella presionó para que continuaran, y cuando el virus se volvió epizoótico en 1951, el mosquito vector propagó el virus entre los conejos, causando la reducción exitosa del número de conejos salvajes. 

## Muerte y legado
Macnamara murió a la edad de 69 años de una enfermedad cardiovascular en 1968. 
Siete científicos médicos australianos fueron conmemorados con la emisión de un conjunto de cuatro sellos australianos lanzados en 1995. Figura en el sello de 45 centavos con Frank Macfarlane Burnet, un graduado de la Universidad de Melbourne. 
En 2018, la Comisión Electoral Australiana renombró la división electoral federal de Melbourne Ports a Macnamara en su honor.
Un suburbio de Canberra fue nombrado Macnamara, Territorio de la Capital Australiana en conmemoración de Jean Macnamara. Macnamara Place, en el suburbio de Chisholm en Canberra, también recibe su nombre en su honor.

## Premios y distinciones
- 1935, Dama Comandante de la Orden del Imperio Británico.